# Acharonim
Acharonim (hebr. אחרונים późniejsi, ostatni [w domyśle - uczeni]) – w historii prawodawstwa żydowskiego uczeni działający od XVI w. do czasów współczesnych. W tym okresie dla wydawania orzeczeń coraz istotniejsze stawało się studiowanie responsów poprzedników.